# R-Boot
Das R-Boot oder auch 20er-Jollenkreuzer (20er) ist ein Jollenkreuzer mit einer vermessenen Segelfläche von 20 m² am Wind. Das Segelzeichen ist „R“. Der Name „20er-Jollenkreuzer“ ergibt sich nicht aus der kompletten Segelfläche am Wind, die deutlich darüber liegen kann, sondern wird durch den sogenannten Schattenriss des Mastes bestimmt. Das heißt, dass die Großsegelfläche und der Teil des Vorsegels, der im sichtbaren Segeldreieck liegt, vermessen wird. Aus diesem Grund fließt auch die Überlappung der Genua (bis zu 19 m²) nicht in die Berechnung ein. Als Folge ergibt sich eine Amwindsegelfläche von max. 30 m² und die maximal mögliche Segelfläche vor dem Wind beträgt circa 70 m².

## Bauart
Der 20er-Jollenkreuzer wird in
- Holz in konventioneller Bauweise, definiert im Baubesteck
- Holz in verleimten Bauweisen aus Sperrholz, Leisten, Furnieren
- Holz und GFK in gemischter Bauweise
- GFK oder GFK-Sandwichbauweise
- Stahl (Segelzeichen SR) gefertigt.

## Regattasport

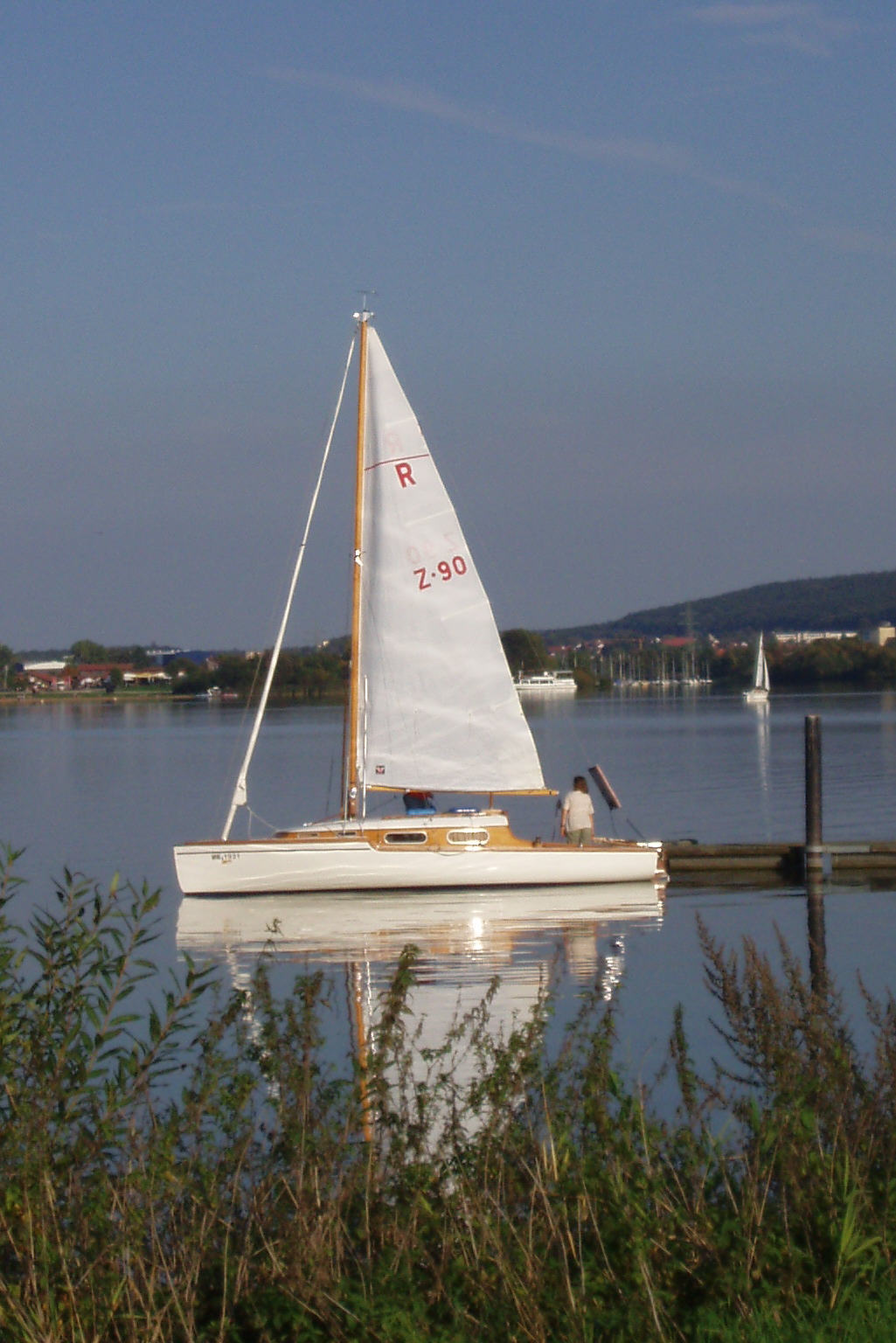
R-Boot auf dem Altmühlsee

Bei den 20er-Jollenkreuzern gibt es bei den Regatten drei verschiedene Klassen:
- formverleimte 20 m²-Jollenkreuzer
- nicht formverleimte 20 m²-Jollenkreuzer mit Spinnaker
- nicht formverleimte 20 m²-Jollenkreuzer ohne Spinnaker

Die Besatzung besteht aus drei Personen:
- Steuermann
- erster Vorschoter
- zweiter Vorschoter